# Гарцбургит

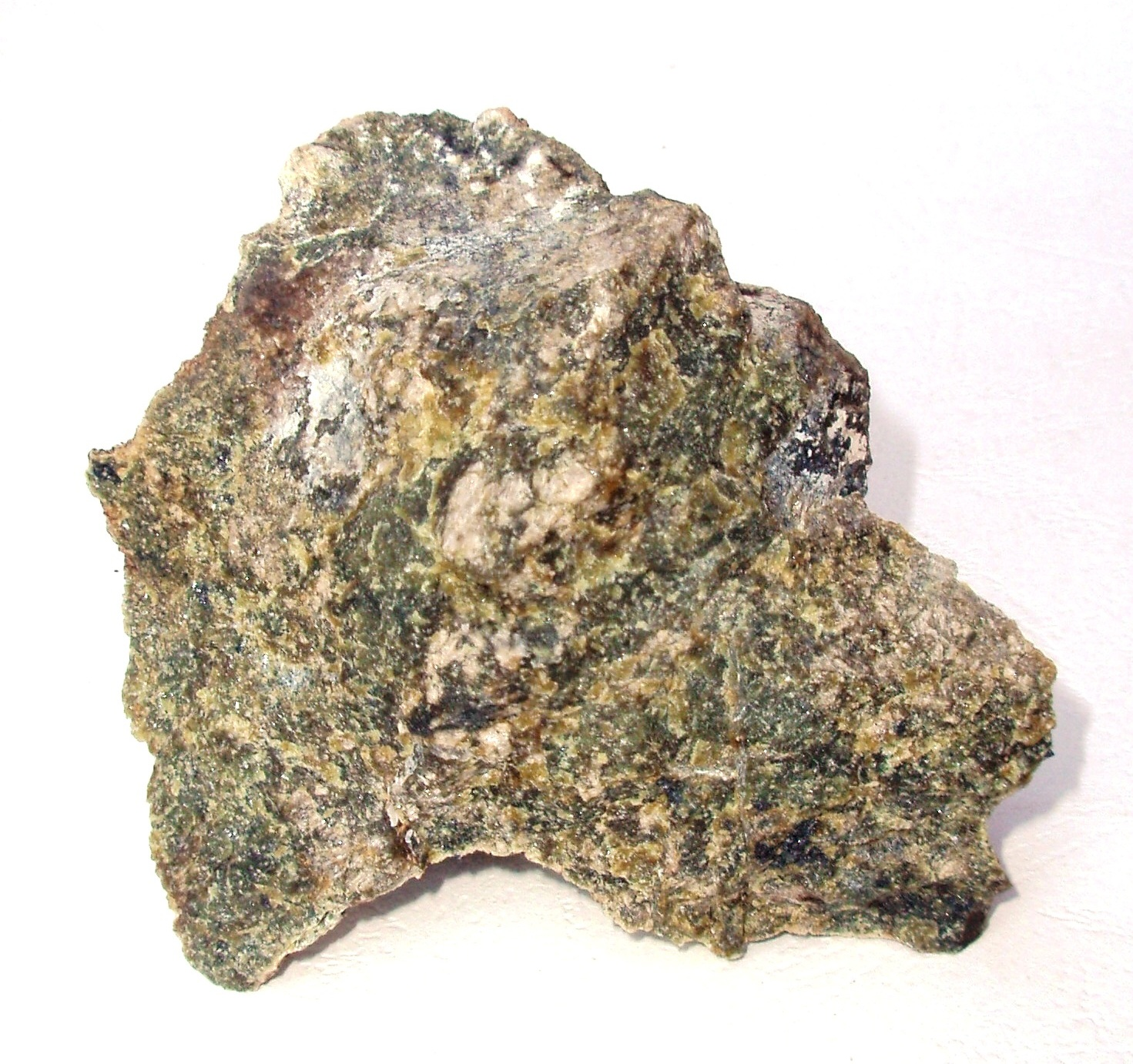
Гарцбургит из малой интрузии в 35 км южнее Амбоситры, Мадагаскар

Гарцбургит (нем. Harzburgit, от горного массива Гарц в Германии) — магматическая плутоническая горная порода ультраосновного состава, нормального ряда щелочности из семейства перидотитов. Впервые описана Карлом Розенбушем в 1887 году (Rosenbusch, 1887). Устаревшее название — саксонит.

## Классификационные признаки

### Структура

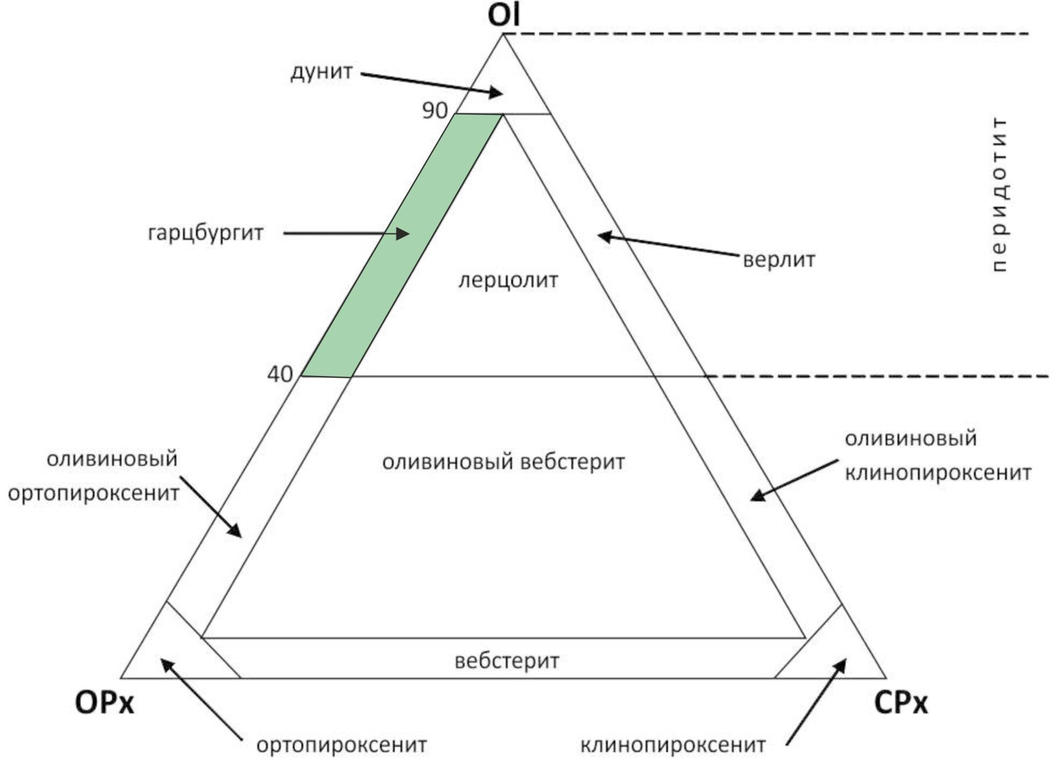
Поле гарцбургита на классификационной диаграмме.

Полнокристаллическая, гипидиоморфная. Характерен резкий идиоморфизм оливина вплоть до образования пойкилитовых структур.

### Минеральный состав
Породообразующие минералы: оливин — 40—90 об.%, ортопироксен — 10—60 об.%, клинопироксен — менее 10 об.%.
Акцессорные минералы: хромшпинелид, магнетит, реже гранат

### Химический состав
| Петрогенные окислы | Содержания, мас. % |
| ------------------ | ------------------ |
| SiO2               | 36*-44             |
| TiO2               | следы-0,2          |
| Аl2О3              | 0,2-2,5            |
| Fe2O3              | 1,5-5              |
| FeO                | 2,5-7              |
| MgO                | 37-48*             |
| CaO                | 0,2-2              |
| Na2O               | 0-0,3              |
| K2O                | 0-0,1              |

* В других разновидностях возможны более низкие содержания SiO2, MgO и некоторых других окислов, но при этом они могут быть обогащены Ti, Chr, Fe.

## Характерные черты
Неизмененные гарцбуригиты имеют темно-зеленый до черного цвет и массивную текстуру. В процессе ретроградных изменений гарцбургитов в верхней части земной коры оливин переходит в серпентин, а по ортопироксену образует метаморфозы одна из разновидностей серпетина — бастит. Блестящие таблички бастита являются внешней характерной отличительной особенностью серпентинизированных гарцбургитов (апогарцбургитовых серпентинитов).

## Распространение
Гарцбургиты и лерцолиты — самые распространенные в природе ультрамафиты и преобладают в верхней мантии. Гарцбургиты являются типичными породами в составе альпинотипной дунит-перидотитовой формации складчатых областей, а также встречаются в составе расслоенных интрузий. Кроме того, обломки мантийных перидотитов (в частности, гарцбургитов) наблюдаются в трубках взрыва.

## Происхождение
Обычно гарцбургиты формируются в качестве выплавок при частичном плавлении более богатых пироксеном лерцолитов. В условиях высоких давлений в низах континентальной коры (выше 5 кБар) гарцбургиты могут кристаллизоваться при аккумуляции оливина и бедного кальцием пироксена (энстатита - бронзита) в крупных магматических камерах (образуют кумуляты в расслоенных интрузиях).

## Разновидности
- Гарцбургит плагиоклазовый, содержащий до 10 об.% плагиоклаза.
- Гарцбургит гранатовый, содержащий более 5 об.% граната.
- Вальбеллит, содержащий примесь роговой обманки, магнетита и пирротина.[3]